# Ndjore
Ndjore (ou Niore) est un village du Cameroun, situé dans l'arrondissement (commune) de Mbandjock, le département de la Haute-Sanaga et la région du Centre, sur la route qui relie Yaoundé à Bertoua.

## Population
En 1963, Ndjore comptait 286 habitants, principalement des Vute (ou Baboute. Lors du recensement de 2005, on a dénombré 1 378 personnes pour le village et 1 729 pour le groupement du même nom).